# Niszczyciele typu Kamikaze (1922)
Niszczyciele typu Kamikaze – typ dziewięciu japońskich niszczycieli, zbudowanych w okresie międzywojennym dla Japońskiej Cesarskiej Marynarki Wojennej.

## Okręty
| Kanji | Nazwa pierwotna | Stocznia                       | Położenie stępki | Wodowanie  | Wejście do służby |
| ----- | --------------- | ------------------------------ | ---------------- | ---------- | ----------------- |
| 神風  | „Kamikaze”      | Mitsubishi w Nagasaki, Japonia | 1921-12-15       | 1922-09-25 | 1922-12-19        |
| 朝風  | „Asakaze”       | Mitsubishi w Nagasaki, Japonia | 1922-02-16       | 1922-12-08 | 1923-06-16        |
| 春風  | „Harukaze”      | Maizuru, Japonia               | 1922-05-16       | 1922-12-18 | 1923-05-31        |
| 松風  | „Matsukaze”     | Maizuru, Japonia               | 1922-12-02       | 1923-10-30 | 1924-04-05        |
| 旗風  | „Hatakaze”      | Maizuru, Japonia               | 1923-07-03       | 1924-03-15 | 1924-08-30        |
| 追風  | „Oite”          | Tokio, Japonia                 | 1923-03-16       | 1924-11-27 | 1925-10-30        |
| 疾風  | „Hayate”        | Tokio, Japonia                 | 1922-11-11       | 1925-03-24 | 1925-11-21        |
| 朝凪  | „Asanagi”       | Fujinagata, Japonia            | 1923-03-05       | 1924-04-21 | 1925-12-29        |
| 夕凪  | „Yūnagi”        | Sasebo, Japonia                | 1923-09-17       | 1924-04-23 | 1925-05-24        |